# Rosicko-oslavanská uhelná pánev

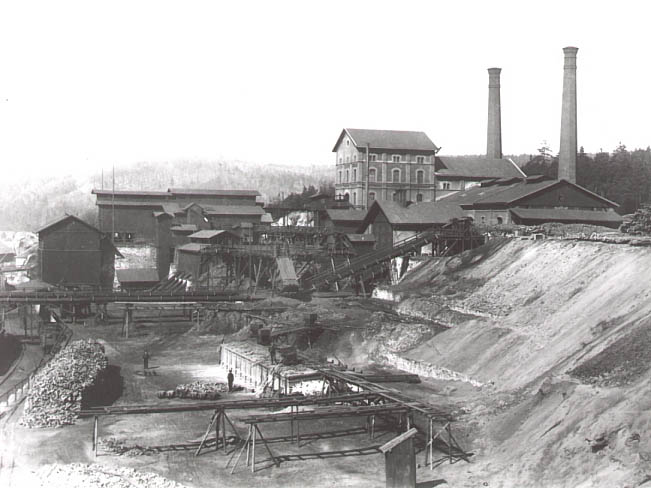
Důl Julius v Zastávce (1888)

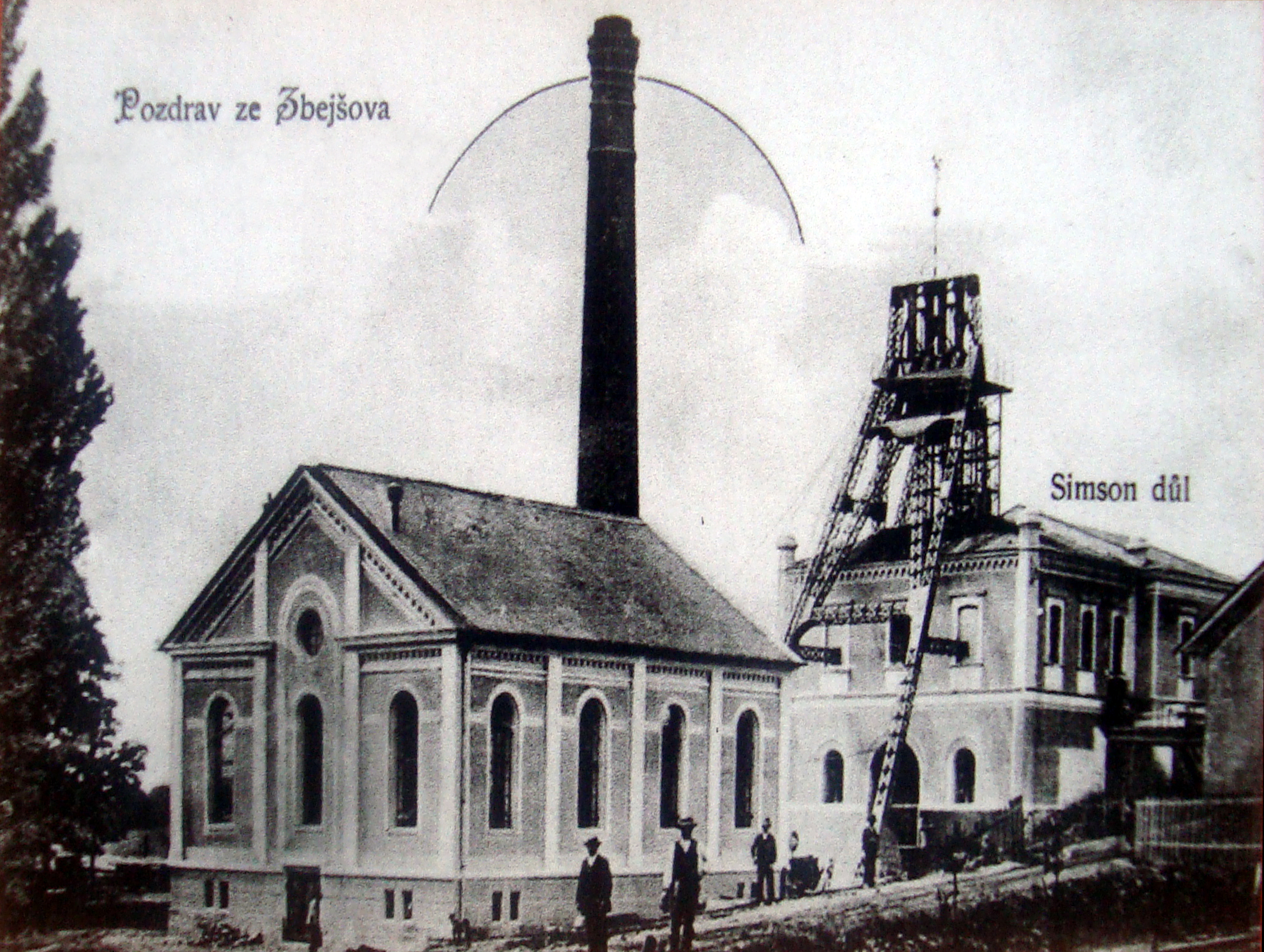
Důl Simson ve Zbýšově (1905/1910)

Rosicko-oslavanská uhelná pánev je ložisko černého uhlí nacházející se v permo-karbonských usazeninách jižní části Boskovické brázdy mezi obcí Zastávka nedaleko Rosic a městem Oslavany.

## Historie
K objevu uhlí zde došlo patrně roku 1754. Již roku 1755 pak byla zahájena ražba prvních štol na výchozech uhelných slojí u Oslavan. Těžilo se především v městech Oslavany a Zbýšov, v obcích Babice u Rosic a Zastávka a ve vesnici Padochov. Těžba z ložiska rosicko-oslavanské pánve byla zastavena v roce 1992 v dole Antonín, o rok později ukončila provoz uhelná elektrárna Oslavany.
Díky těžbě uhlí byl v roce 1856 společností Brněnsko-rosická dráha zprovozněna železniční trať Brno – Boží Požehnání (nyní Zastávka), na niž navázal vlečkový systém k jednotlivým dolům. Ve 20. století zde také byly postaveny nákladní lanové dráhy.
Těžba uhlí v regionu významně ovlivnila rozvoj místního průmyslu a dala vzniknout průmyslové obci Zastávce a významnou měrou přispěla k rozvoji okolních obcí i k rozvoji průmyslu v širším okolí.

## Těžba uhlí a výnos těžby
Ložisko obsahuje až 3 vrstvené sloje o mocnosti do 6 m. Plocha, kde doházelo k těžbě, zahrnuje 22,5 km², nacházelo se na ní 66 hlavních důlních děl (štol a šachet). Z ložiska bylo vytěženo 64 743 124 tun černého uhlí.

### Významné doly
| Foto                            | Název        | Umístění                                        | Zaražení jámy | Ukončení těžby | Uzavření jámy | Hloubka (m) | Poznámky | Zdroje               |
| ------------------------------- | ------------ | ----------------------------------------------- | ------------- | -------------- | ------------- | ----------- | --- | -------------------- |
| Místo bývalého dolu Anna        | Anna         | Zbýšov 49°8′55″ s. š., 16°20′50″ v. d.          | před 1830     | 1967           | po 1967       | 195         | obnoven 1830 po předchozí těžbě, těžba probíhala do 1872 těžba obnovena 1944–1967                                                     | [ 2 ]                |
| Areál bývalého dolů Antonín     | Antonín      | Zbýšov 49°9′40″ s. š., 16°21′7″ v. d.           | 1846          | 1992           | 1992          | 901         | | [ 3 ]                |
| Areál bývalého dolu Ferdinand   | Ferdinand    | Babice u Rosic 49°10′41″ s. š., 16°21′15″ v. d. | 1856          | 1955           | 1992          | 794         | po roce 1955 výdušná jáma | [ 4 ]                |
| Areál bývalého dolu Františka   | Františka    | Padochov 49°8′15″ s. š., 16°20′57″ v. d.        | 1848          | 1913           | 1992          | 861         | běžná těžba ukončena 1913, poté pouze občas mimořádná pro elektrárnu Oslavany po roce 1913 sloužil především jako větrní jáma         | [ 5 ]                |
| Areál bývalého dolu Herring     | Herring      | Zastávka 49°11′32″ s. š., 16°21′17″ v. d.       | 1852          | 1952           | ?             | ?           | těžba přerušena 1877–1950 | [ 6 ]                |
| Bývalý důl Jindřich             | Jindřich (I) | Zbýšov 49°9′50″ s. š., 16°21′17″ v. d.          | 1854          | před 1970      | po 1970       | 905         | nahrazen jámou Jindřich II | [ 7 ]                |
| Areál bývalého dolu Jindřich II | Jindřich II  | Zbýšov 49°9′50″ s. š., 16°21′17″ v. d.          | 1964          | 1991           | 1992          | 1 428       | nejhlubší černouhelný důl v Československu                                                                                            | [ 8 ]                |
| Areál bývalého dolu Julius      | Julius       | Zastávka 49°11′24″ s. š., 16°21′47″ v. d.       | 1877          | po 1960        | 1992          | 790         | pův. Nová, v roce 1889 připojen důl Gegentrumm po roce 1960 využíván jako vtažná jáma                                                 | [ 9 ]                |
| Areál bývalého dolu Kukla       | Kukla        | Oslavany 49°7′36″ s. š., 16°20′34″ v. d.        | 1861          | 1973           | 1986          | 881         | pův. Nová šachta – větrací, po r. 1947 Václav Nosek těžní věž je od 2009 kulturní památkou, areál dolu využívá zábavní park Permonium | [ 10 ] [ 11 ]        |
| Areál bývalého dolu Simson      | Simson       | Zbýšov 49°9′11″ s. š., 16°20′52″ v. d.          | 1848          | 1925           | 1992          | 625         | po roce 1942 výdušná jáma těžní věž je od roku 1987 kulturní památkou                                                                 | [ 12 ] [ 13 ] [ 14 ] |